# República Popular China en los Juegos Olímpicos de Londres 2012
La República Popular China estuvo representada en los Juegos Olímpicos de Londres 2012 por un total de 375 deportistas, 160 hombres y 215 mujeres, que compitieron en 29 deportes.
El portador de la bandera en la ceremonia de apertura fue el jugador de baloncesto Yi Jianlian.

## Medallistas
El equipo olímpico chino obtuvo las siguientes medallas:
| Nombre                                                                                            | Deporte               | Competición                    |
| ------------------------------------------------------------------------------------------------- | --------------------- | ------------------------------ |
| Oro                                                                                               |                       |                                |
| Chen Ding                                                                                         | Atletismo             | 20 km marcha M                 |
| Zhang Nan Zhao Yunlei                                                                             | Bádminton             | Dobles mixto                   |
| Li Xuerui                                                                                         | Bádminton             | Individual F                   |
| Tian Qing Zhao Yunlei                                                                             | Bádminton             | Dobles F                       |
| Lin Dan                                                                                           | Bádminton             | Individual M                   |
| Cai Yun Fu Haifeng                                                                                | Bádminton             | Dobles M                       |
| Zou Shiming                                                                                       | Boxeo                 | –49 kg M                       |
| Lei Sheng                                                                                         | Esgrima               | Florete ind. M                 |
| Li Na Luo Xiaojuan Sun Yujie Xu Anqi                                                              | Esgrima               | Espada por eqs. F              |
| Deng Linlin                                                                                       | Gimnasia              | Barra de equilibrio F          |
| Dong Dong                                                                                         | Gimnasia              | Trampolín ind. M               |
| Zou Kai                                                                                           | Gimnasia              | Suelo M                        |
| Feng Zhe                                                                                          | Gimnasia              | Paralelas M                    |
| Chen Yibing Feng Zhe Guo Weiyang Zhang Chenglong Zou Kai                                          | Gimnasia              | Concurso completo por eqs. M   |
| Wang Mingjuan                                                                                     | Halterofilia          | 48 kg F                        |
| Li Xueying                                                                                        | Halterofilia          | 58 kg F                        |
| Zhou Lulu                                                                                         | Halterofilia          | +75 kg F                       |
| Lin Qingfeng                                                                                      | Halterofilia          | 69 kg M                        |
| Lü Xiaojun                                                                                        | Halterofilia          | 77 kg M                        |
| Ye Shiwen                                                                                         | Natación              | 400 m estilos F                |
| Ye Shiwen                                                                                         | Natación              | 200 m estilos F                |
| Jiao Liuyang                                                                                      | Natación              | 200 m mariposa F               |
| Sun Yang                                                                                          | Natación              | 400 m libre M                  |
| Sun Yang                                                                                          | Natación              | 1500 m libre M                 |
| Wu Minxia                                                                                         | Saltos                | Trampolín 3 m F                |
| He Zi Wu Minxia                                                                                   | Saltos                | Trampolín 3 m sincronizado F   |
| Chen Ruolin                                                                                       | Saltos                | Plataforma 10 m F              |
| Chen Ruolin Wang Hao                                                                              | Saltos                | Plataforma 10 m sincronizada F |
| Luo Yutong Qin Kai                                                                                | Saltos                | Trampolín 3 m sincronizado M   |
| Cao Yuan Zhang Yanquan                                                                            | Saltos                | Plataforma 10 m sincronizada M |
| Wu Jingyu                                                                                         | Taekwondo             | –49 kg F                       |
| Li Xiaoxia                                                                                        | Tenis de mesa         | Individual F                   |
| Ding Ning Guo Yue Li Xiaoxia                                                                      | Tenis de mesa         | Equipo F                       |
| Zhang Jike                                                                                        | Tenis de mesa         | Individual M                   |
| Wang Hao Zhang Jike Ma Long                                                                       | Tenis de mesa         | Equipo M                       |
| Yi Siling                                                                                         | Tiro                  | Rifle de aire 10 m F           |
| Guo Wenjun                                                                                        | Tiro                  | Pistola de aire 10 m F         |
| Xu Lijia                                                                                          | Vela                  | Laser Radial F                 |
| Plata                                                                                             |                       |                                |
| Gong Lijiao                                                                                       | Atletismo             | Peso F                         |
| Li Yanfeng                                                                                        | Atletismo             | Disco F                        |
| Si Tianfeng                                                                                       | Atletismo             | 50 km marcha M                 |
| Qieyang Shenjie                                                                                   | Atletismo             | 20 km marcha F                 |
| Wang Yihan                                                                                        | Bádminton             | Individual F                   |
| Xu Chen Ma Jin                                                                                    | Bádminton             | Dobles mixto                   |
| Ren Cancan                                                                                        | Boxeo                 | –51 kg F                       |
| Guo Shuang                                                                                        | Ciclismo              | Velocidad ind. F               |
| Gong Jinjie Guo Shuang                                                                            | Ciclismo en pista     | Velocidad por eqs.F            |
| He Kexin                                                                                          | Gimnasia              | Barras asimétricas F           |
| Sui Lu                                                                                            | Gimnasia              | Barra de equilibrio F          |
| Huang Shanshan                                                                                    | Gimnasia              | Trampolín ind. F               |
| Chen Yibing                                                                                       | Gimnasia              | Anillas M                      |
| Wu Jingbiao                                                                                       | Halterofilia          | 56 kg M                        |
| Lu Haojie                                                                                         | Halterofilia          | 77 kg M                        |
| Xu Lili                                                                                           | Judo                  | –63 kg F                       |
| Jing Ruixue                                                                                       | Lucha libre           | 63 kg F                        |
| Sun Yang                                                                                          | Natación              | 200 m libre M                  |
| Lu Ying                                                                                           | Natación              | 100 m mariposa F               |
| Chang Si Chen Xiaojun Huang Xuechen Jiang Tingting Jiang Wenwen Liu Ou Luo Xi Sun Wenyan Wu Yiwen | Natación sincronizada | Equipo F                       |
| Cao Zhongrong                                                                                     | Pentatlón moderno     | Individual M                   |
| Huang Wenyi Xu Dongxiang                                                                          | Remo                  | Doble scull ligero (LW2x) F    |
| He Zi                                                                                             | Saltos                | Trampolín 3 m ind. F           |
| Qin Kai                                                                                           | Saltos                | Trampolín 3 m ind. M           |
| Qiu Bo                                                                                            | Saltos                | Plataforma 10 m M              |
| Hou Yuzhuo                                                                                        | Taekwondo             | –57 kg F                       |
| Ding Ning                                                                                         | Tenis de mesa         | Individual F                   |
| Wang Hao                                                                                          | Tenis de mesa         | Individual M                   |
| Wei Ning                                                                                          | Tiro                  | Skeet F                        |
| Chen Ying                                                                                         | Tiro                  | Pistola 25 m F                 |
| Fang Yuting Cheng Ming Xu Jing                                                                    | Tiro con arco         | Equipo F                       |
| Bronce                                                                                            |                       |                                |
| Li Ling                                                                                           | Atletismo             | Peso F                         |
| Zhang Wenxiu                                                                                      | Atletismo             | Martillo F                     |
| Liu Hong                                                                                          | Atletismo             | 20 km marcha F                 |
| Wang Zhen                                                                                         | Atletismo             | 20 km marcha M                 |
| Chen Long                                                                                         | Bádminton             | Individual M                   |
| Li Jinzi                                                                                          | Boxeo                 | –75 kg F                       |
| Guo Shuang                                                                                        | Ciclismo en pista     | Velocidad ind. F               |
| Sun Yujie                                                                                         | Esgrima               | Espada ind. F                  |
| Zou Kai                                                                                           | Gimnasia              | Barra fija M                   |
| Lu Chunlong                                                                                       | Gimnasia              | Trampolín ind. M               |
| He Wenna                                                                                          | Gimnasia              | Trampolín ind. F               |
| Tong Wen                                                                                          | Judo                  | +78 kg F                       |
| Li Xuanxu                                                                                         | Natación              | 400 m estilos F                |
| Tang Yi                                                                                           | Natación              | 100 m libre F                  |
| Hao Yun Li Yunqi Jiang Haiqi Sun Yang Lü Zhiwu Dai Jun                                            | Natación              | 4 × 200 m libre M              |
| Huang Xuechen Liu Ou                                                                              | Natación sincronizada | Dúo F                          |
| He Chong                                                                                          | Saltos                | Trampolín 3 m M                |
| Liu Xiaobo                                                                                        | Taekwondo             | +80 kg M                       |
| Yu Dan                                                                                            | Tiro                  | Rifle de aire 10 m F           |
| Ding Feng                                                                                         | Tiro                  | Pistola rápida de fuego 25 m M |
| Wang Zhiwei                                                                                       | Tiro                  | Pistola 50 m M                 |
| Dai Xiaoxiang                                                                                     | Tiro con arco         | Individual M                   |